# Matthias Hoffmann (Produzent)
Matthias Hoffmann ist ein Produzent im Bereich Trance. Er ist auch unter den Pseudonymen A.C. Boutsen, Brainchild und Dee. FX bekannt.
Bekannt wurde Hoffmann vor allem durch das Musikprojekt Cygnus X, das er zusammen mit Ralf Hildenbeutel gründete. Hildenbeutel stieg aber später aus dem Projekt aus. Benannt wurde das Musikprojekt nach dem Röntgendoppelstern Cygnus X-1.

## Schallbau
Zusammen mit Steffan Britzke und Ralf Hildenbeutel gründete er 1997 das Label Schallbau Produktion, wo sie zum Teil an Produktionen für Künstler wie Laith Al-Deen, Daniel Wirtz, Randy Crawford, Cargo City und Simon Collins mitwirkten.

## Cygnus X
Die Cygnus X-Single Superstring, die 1993 auf dem Frankfurter Label Eye Q Records erschien, wurde ein Klassiker der Trancemusik. Im Jahr darauf entstand mit The Orange Theme einer der meistgeremixten Trance-Tracks überhaupt.

## Sonstige Projekte
Hoffmann war auch an Musikprojekten bzw. Produktionen beteiligt, wie zum Beispiel
- Quincy Jones
- Sheila E.
- Metal Master (zusammen mit Sven Väth)
- Mosaic (zusammen mit Stevie B-Zet & Sven Väth)
- Odyssee Of Noises (zusammen mit Steffen Britzke, Ralf Hildenbeutel & Sven Väth)
- Schallbau
- They (beide zusammen mit Steffen Britzke & Ralf Hildenbeutel)

## Diskografie

### Cygnus X
- Superstring (1993)
- Positron (1993)
- The Orange Theme (1994)
- Hypermetrical (1995)
- Kinderlied (1995)
- Synchronism (1995)
- Turn Around (1995)
- Orange Theme (2007 Remixe) (2007)

## Remixe
- MIR – Under The Milkyway (1996)
- Baby Fox – Rain (1997)
- Art of Trance – Madagascar (1998)
- Art of Trance – Breathe (1999)
- Art of Trance – Easter Island (1999)

## Belege
1. ↑  Chartquellen: UK NL BEF